# Kuala Bateë
Kuala Bateë fou un antic estat natiu de les Índies Orientals Holandeses a la subresidència de la Costa Occidental d'Atjeh, al govern d'Atjeh, Sumatra. Tenia una superfície de 30 km² i era part de l'onderafdeeling (subdivisió inferior) de Tampa' toean (Tampat-toewan).

## Bandera
La bandera de l'estat era rectangular de color blau llis, sense cap afegit.